# Gabriel Rasch
Pour les articles homonymes, voir Rasch.
Gabriel Rasch est un coureur cycliste norvégien, né le 8 avril 1976 à Ringerike, professionnel entre 2008 et avril 2014. Il est actuellement directeur sportif de l'équipe Uno-X Pro.

## Biographie
Gabriel Rasch prend se retraite le 14 avril 2014 après Paris-Roubaix et se reconvertit en directeur sportif pour la formation Sky.
En 2023, il n'est pas conservé par l'équipe Ineos Grenadiers (ex-Sky) après neuf saisons et devient directeur sportif au sein de l'équipe Uno-X Pro.

## Palmarès
- 1994
  -  Champion de Norvège du contre-la-montre par équipes juniors
- 1999
  - 2e étape du Tour du Loir-et-Cher
  - 2e du Grand Prix de Saint-Étienne Loire
  - 3e du Tour du Loir-et-Cher
- 2000
  - 3e du Tour du Loir-et-Cher
- 2001
  -  Champion de Norvège du contre-la-montre par équipes
  -  Champion de Norvège du contre-la-montre espoirs
  - Grand Prix d'Hallencourt
  - Boucles de l'Austreberthe
  - Rouen-Gisors
  - 2e du championnat de Norvège sur route
  - 3e de Paris-Évreux
  - 3e de Paris-Ézy
- 2002
  - 2e du Ringerike Grand Prix
  - 2e du championnat de Norvège du critérium
- 2003
  -  Champion de Norvège sur route
- 2004
  - 3e du Ringerike Grand Prix
- 2006
  - Grand Prix Möbel Alvisse
  - Classement général du Ringerike Grand Prix
  - 2e de la Cinturón a Mallorca
  - 2e de la Course des raisins
  - 3e des Deux Jours du Gaverstreek
  - 3e du Tour de la Somme
- 2007
  - Rhône-Alpes Isère Tour :
    - Classement général
    - 1re étape

  - Classement général du Gjøvik Grand Prix
  - 3e du Ringerike Grand Prix
- 2011
  - Ringerike Grand Prix

## Résultats sur les grands tours

### Tour d'Italie
2 participations
- 2010 : abandon (20e étape)
- 2012 : 151e

### Tour d'Espagne
3 participations
- 2008 : 86e
- 2009 : 101e
- 2012 : 118e

## Classements mondiaux
| Année           | 2005 | 2006 | 2007 | 2008 | 2009 | 2010 |
| --------------- | ---- | ---- | ---- | ---- | ---- | ---- |
| UCI Asia Tour   |      |      |      |      | 189e |      |
| UCI Europe Tour | 484e | 26e  | 89e  |      |      | 658e |